# Martingál
A valószínűségszámítás elméletében a martingál a korrekt játék modellje, ahol a korábbi események sohasem segítik a jövőbeli nyerést.
A martingál valószínűségi változók sorozata, ahol egy adott időben a sorozat következő értékének várható értéke egyenlő az éppen megfigyelt értékkel.
Ezzel ellentétben, ha egy folyamat nem martingál, akkor a következő időpontban bekövetkező várható érték egyenlő lehet az előző folyamat várható értékével, de az előző kimenetel ismerete csökkentheti a jövőbeli kimenet bizonytalanságát. A jövőbeli kimenetel várható értéke az előzők ismerete birtokában magasabb lehet, mint a jelen kimenetel, ha nyerő stratégiát használunk. A martingál kizárja azt a nyerő stratégiát, mely egy játék előzetes történetére alapozódik, így a martingál a korrekt (fair) játék modellje.

## Történet
Eredetileg a martingál egy fogadási stratégiára utalt, mely népszerű volt Franciaországban a 18. században. A legegyszerűbb stratégia, amikor a szerencsejátékos pénzfeldobáskor fogad a ’fej’-re vagy az ’írás’-ra. A szerencsejátékos minden vesztés után megduplázza a tétet, ezért az első nyeréskor visszanyeri a veszteségét, plusz az eredeti tétet. Ha a szerencsejátékos vagyona és ideje tart a végtelenhez, akkor a nyerés valószínűsége az 1-hez tart, mely azt a látszatot adja, hogy a nyerés biztos.
A valóságban a fogadások exponenciális növekedési jellege esetenként tönkreteszi a szerencsejátékost, mivel véges pénzzel rendelkezik. (ezért működnek kaszinók, és fogadási határértékek is).
A martingál elméletet Paul Pierre Lévy (1886–1971), francia matematikus vezette be a valószínűségszámítás elméletébe.
A motivációja része volt annak, hogy megmutassa a sikeres fogadási stratégia lehetetlenségét.

## Definíció
A diszkrét idejű martingál egy egyszerű definíciója szerint nem más, mint egy {\displaystyle X_{1},\,X_{2},\,X_{3},\,\ldots } diszkrét-idejű sztochasztikus folyamat (azaz valószínűségi változók sorozata), ami minden n időre teljesíti a következőket:
{\displaystyle \mathbf {E} (\vert X_{n}\vert )<\infty }
{\displaystyle \mathbf {E} (X_{n+1}\mid X_{1},\ldots ,X_{n})=X_{n}.}
Tehát, hogy a következő megfigyelés az őt megelőző megfigyelésekre vonatkozó feltételes várható értéke egyenlő az utolsó megfigyeléssel. A várható érték linearitását figyelembe véve, a második követelményt úgy is fogalmazhatjuk:
{\displaystyle \mathbf {E} (X_{n+1}-X_{n}\mid X_{1},\ldots ,X_{n})=0}, vagy {\displaystyle \mathbf {E} (X_{n+1}\mid X_{1},\ldots ,X_{n})-X_{n}=0,}
mely azt állítja, hogy a differencia feltételes várható értéke – az átlagos nyeremény az n-edik és az n+1-edik megfigyelés között – 0. Erre való tekintettel azokat a {\displaystyle D_{1},\,D_{2},\,D_{3},\,\ldots } diszkrét-idejű sztochasztikus folyamatokat, melyek minden n-re teljesítik a következőket:
{\displaystyle \mathbf {E} (\vert D_{n}\vert )<\infty }
{\displaystyle \mathbf {E} (D_{n+1}\mid D_{1},\ldots ,D_{n})=0,}
martingál-differenciának nevezzük.

## Példák
- Szimmetrikus véletlen bolyongások
- A fair szerencsejátékok